# The Jaws of Life (Pierce the Veil-album)
A The Jaws of Life a Pierce the Veil amerikai rockegyüttes ötödik stúdióalbuma, ami 2023. február 10-én jelent meg. Ez az első lemezük, amin nem szerepelt az együttes korábbi dobosa, Mike Fuentes, aki 2017-ben hagyta el a zenekart, miután szexuális zaklatási vádakat hoztak ellene. Helyette Brad Hargreaves (Third Eye Blind) és Paul Meany játszottak az albumon. Az első kislemez a Pass the Nirvana volt, az együttes első dala több, mint hat év elteltével, 2022. szeptember 1-én jelent meg. 2022 novemberében jelentették be a The Jaws of Life-ot, amiről még két kislemezt adtak ki, a Emergency Contactet és az Even When I’m Not With You-t.

## Háttér
Az együttes már 2018-ban elkezdett dolgozni a lemezen, Vic Fuentes többször is megosztott részleteket a dalokból. Fuentes egy ideig Mike Herrerával, az MxPx énekesével és basszusgitárosával élt az album készítésének idején. Herrera házában vették fel a lemez egyes részeit, többek között az Emergency Contactet is. Az album producere Paul Meany volt, míg Adam Hawkins keverte.

## Számlista
| The Jaws of Life | The Jaws of Life                               | The Jaws of Life | The Jaws of Life | The Jaws of Life | The Jaws of Life | The Jaws of Life | The Jaws of Life | The Jaws of Life | The Jaws of Life |
|                  | Cím                                            | Hossz            |                  |                  |                  |                  |                  |                  |                  |
| ---------------- | ---------------------------------------------- | ---------------- | ---------------- | ---------------- | ---------------- | ---------------- | ---------------- | ---------------- | ---------------- |
| 1.               | Death of an Executioner                        | 4:27             |                  |                  |                  |                  |                  |                  |                  |
| 2.               | Pass the Nirvana                               | 3:17             |                  |                  |                  |                  |                  |                  |                  |
| 3.               | Even When I’m Not With You                     | 2:54             |                  |                  |                  |                  |                  |                  |                  |
| 4.               | Emergency Contact                              | 4:00             |                  |                  |                  |                  |                  |                  |                  |
| 5.               | Flawless Execution                             | 4:00             |                  |                  |                  |                  |                  |                  |                  |
| 6.               | The Jaws of Life                               | 3:42             |                  |                  |                  |                  |                  |                  |                  |
| 7.               | Damn the Man, Save the Empire                  | 3:57             |                  |                  |                  |                  |                  |                  |                  |
| 8.               | Resilience                                     | 3:40             |                  |                  |                  |                  |                  |                  |                  |
| 9.               | Irrational Fears (Interlude)                   | 0:21             |                  |                  |                  |                  |                  |                  |                  |
| 10.              | Shared Trauma                                  | 4:12             |                  |                  |                  |                  |                  |                  |                  |
| 11.              | So Far So Fake                                 | 3:56             |                  |                  |                  |                  |                  |                  |                  |
| 12.              | 12 Fractures (Chloe Moriondo közreműködésével) | 3:01             |                  |                  |                  |                  |                  |                  |                  |
| 41:27            |                                                |                  |                  |                  |                  |                  |                  |                  |                  |

## Közreműködő előadók
- Pierce the Veil – előadó
- Brad Hargreaves – dobok
- Paul Meany – producer, dobok
- Adam Hawkins – keverés